# Metropolia San Cristobal de la Habana
Metropolia San Cristobal de la Habana – metropolia rzymskokatolicka na Kubie.

## Diecezje wchodzące w skład metropolii
- Archidiecezja San Cristobal de la Habana
- Diecezja Matanzas
- Diecezja Pinar del Rio

## Biskupi
- Metropolita: kard. Juan García Rodríguez (od 2016) (Hawana)
- Sufragan: bp Manuel Hilario de Céspedes y García Menocal (od 2005) (Matanzas)
- Sufragan: bp Jorge Enrique Serpa Pérez (od 2006) (Pinar del Rio)

## Główne świątynie
- Katedra metropolitalna św. Krzysztofa w Hawanie
- Katedra św. Karola Boromeusza w Matanzas
- Katedra św. Rudesynda w Pinar del Rio